# RoboCop (serie televisiva)
RoboCop è una serie televisiva basata sul film omonimo. Ha come protagonista Richard Eden, che interpreta il personaggio del titolo.
Destinata principalmente a bambini e giovani adolescenti, è praticamente priva di quella violenza che è stato il segno distintivo dei film RoboCop e RoboCop 2. Piuttosto che uccidere i criminali, RoboCop adesso si serve di alternative non letali; in questo modo gli antagonisti possono ripresentarsi in episodi successivi.
Nella serie, ambientata dopo il primo film, viene introdotto il personaggio di Diana, segretaria dell'OCP la cui personalità viene trasferita nel super-computer che governa la rete informatica della città, Metronet. Diana interviene di frequente ad aiutare RoboCop nelle sue missioni, comparendo sotto forma di ologramma.
Il presidente OCP e le sue società sono descritti semplicemente come ingenui e ignoranti, in contrasto con il loro comportamento cinico e a volte immorale presente nei film.

## Personaggi

### Principali
- RoboCop: RoboCop è in realtà Alex J. Murphy, poliziotto morto mentre era sulle tracce di alcuni criminali. Il suo cadavere viene reintegrato per creare il poliziotto perfetto, RoboCop. Di Murphy è rimasta soprattutto la mente, che si "riattiva" quando ha dei brevi incontri con l'ex moglie Nancy e con il figlio tredicenne Jimmy, ai quali non vuole svelare la propria identità per terrore di rappresaglie o per terrore che lo perdano di nuovo.

- Ispettore Lisa Madigan: Ispettrice di polizia energica, crede molto nel suo lavoro al punto da agire quasi con sfrontatezza di fronte agli ordini dei suoi superiori. Conosce la vera identità di Murphy, che considera un migliore amico e confidente oltre che un efficiente collega.

- Sergente Stan Parks: Sergente di polizia presso il distretto della vecchia Detroit, anche lui è molto determinato e desideroso di scovare il marcio ovunque si nasconda. A differenza di Madigan, però, è più pacato e riflessivo e delle volte agisce da coscienza interiore dell'ispettrice impedendole di compiere gesti inconsulti. Dal carattere burbero, molte volte mostra di avere un cuore tenero.

- Il presidente della OCP: Un uomo sulla cinquantina d'anni dal nome mai definito, che ama molto il suo lavoro e crede fermamente nell'operato della OCP, a differenza dei suoi "predecessori" dei film si dimostra molto disponibile verso chi ne ha bisogno, come fa in un episodio quando addirittura paga di tasca sua le costosissime cure per un bambino affetto da una malattia rarissima. Uomo dal carattere abbastanza ingenuo, riesce a togliersi dai guai grazie specialmente al sergente Parks e a Madigan. Il suo aiuto è provvidenziale poiché è l'unico, oltre ai tecnici del distretto della vecchia Detroit, a modificare i chip di Robocop aggiungendogli o togliendogli direttive.

- Diana: Ex segretaria della OCP, Diana viene uccisa nel primo episodio della serie perché ritenuta molto scomoda per i piani alti della OCP. Tuttavia, qualcosa dell'ex segretaria è rimasta: la sua memoria, infatti, è stata trasferita in Metronet, e quindi può continuare a collaborare con la giustizia comparendo a RoboCop sotto forma di ologramma e rivelandogli segreti che nemmeno lui, con la sua tecnologia, può svelare.

- Gadget: Ragazzina orfana della vecchia Detroit, prima viveva al "Family Services", un'associazione umanitaria che si occupava dei bambini orfani ma che in realtà operava a scopo di lucro. Grazie a RoboCop, riesce a sventare i piani della malvagia presidente dell'associazione però si ritrova senza un posto dove stare. Allora il sergente Parks fa il bel gesto, prendendola con sé come figlia adottiva.

### Secondari
- Bo Harlan e Rocky Crenshaw: Due giornalisti di un telegiornale chiamato MediaBreak, il cui slogan è "Dateci Tre Minuti E Vi Racconteremo Il Mondo", parlano delle notizie del giorno che fanno un po' da collante a quello che sarà l'argomento della puntata.

- Charlie Lippencott: Scienziato del distretto di polizia della vecchia Detroit, è a capo del progetto che ha portato alla costruzione di RoboCop e quindi lo considera molto come un figlio. Il suo carattere idealista spesso fa a pugni con le politiche di profitto e di omertà dei piani alti della OCP.

- Nancy e Jimmy Murphy: Tre anni dopo la morte di Alex J. Murphy, Nancy si è rassegnata finalmente all'idea che suo marito non c'è più mentre Jimmy continua ad andare a scuola venendo preso in giro da tutti. Nancy a volte si confida con Lisa, mentre Jimmy vede in RoboCop una sorta di eroe e secondo padre, non immaginando che dietro il metallo di RoboCop c'è davvero suo padre.

- Il Comandante Cash Superhero: Paladino della società consumistica che vuole la OCP, il Comandante Cash Superhero è una sorta di cartone animato che compare nei fittizi spezzoni pubblicitari di MediaBreak. Fisico da culturista, capello biondo con il ciuffo e sorriso smagliante, il tutto condito da una tuta verde acqua e un mantello viola, il Comandante Cash Superhero è l'idolo dei bambini di Delta City. In un episodio si riveleranno addirittura le sue origini, e si vedrà come il suo creatore lo impersonerà per vendicarsi di chi gli aveva rubato le idee trasformandolo da protettore per un mondo migliore a mera macchina succhiasoldi.

- William Ray "Bubble" Morgan: Uno dei più efferati e pericolosi criminali di Detroit, e anche uno dei più acerrimi nemici di RoboCop. Vuole vendicarsi del fatto che RoboCop gli ha sfigurato la faccia (che ricorda molto un tubero), ma viene sempre sconfitto da RoboCop che lo finisce colpendogli la faccia con un sonoro pugno (la sua frase di rito prima di soccombere era: "No! La faccia no!").

- Vladimir "Ricucito" Molotov: Capo della mafia russa, anche lui è uno dei boss più pericolosi di Detroit. Anche lui si è scontrato con RoboCop parecchie volte, finendo sempre in prigione. Come per Morgan, anche lui aveva una sua frase caratteristica: odiava a morte il fatto che lo chiamassero "Ricucito" per via di una vistosa cicatrice sulla guancia destra, e ogni volta che qualcuno provava a dire il suo soprannome, Molotov si arrabbiava e gridava: "Non chiamarmi Ricucito!".

- Reggie Braga: Capo della mafia colombiana. Lui però ama definirsi "un uomo d'affari che cerca lavoro in terra straniera".